# 紐頓熟食中心

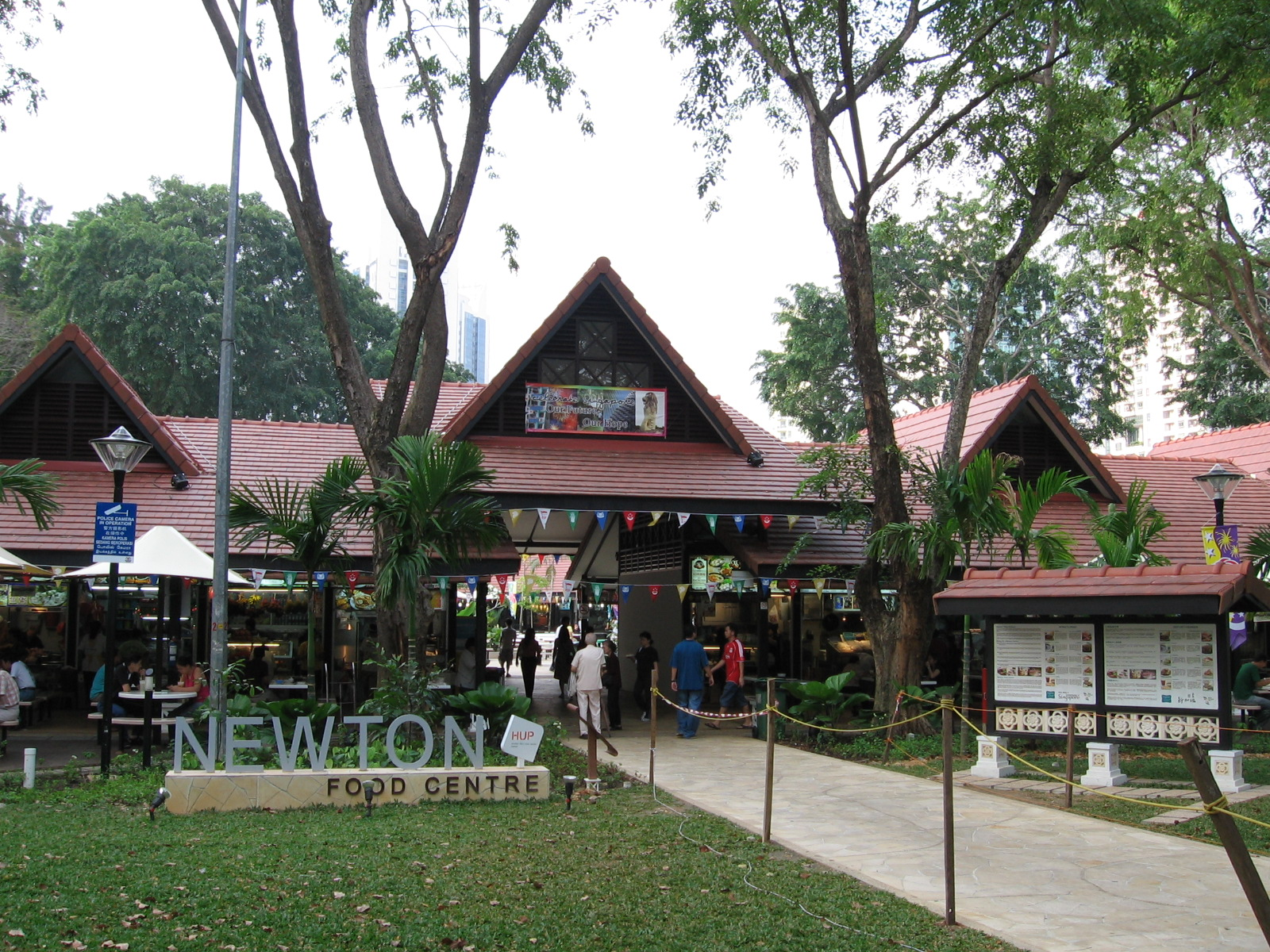
紐頓熟食中心的正門

紐頓熟食中心（英語：Newton Food Centre），位於新加坡紐頓的小販中心，1971年開始營業，2005年曾經關閉一年作裝修整建，至2006年7月1日重開，是新加坡旅遊局推介的旅遊景點，中心內的攤販售賣着各式各樣的新加坡美食。

## 设计
熟食中心遵循附近殖民时期建筑的设计元素，其配色方案为白色、黑色和棕色，天花板高7米，可确保交叉通风和足够凉爽的环境。中心共有83个摊位，它们以马蹄形布置，并设有例如鱼丸面、薄饼、沙爹和炸牡蛎煎蛋等新加坡美食的摊位。小贩中心也安装了闭路电视以增强治安。

## 争议
紐頓熟食中心虽被新加坡旅游局推广为品尝新加坡美食的去处，但中心的小贩经常因定价过高、食品质量一般遭到当地人的批评。此处的小贩也因过度热情、不断向顾客兜售食品、骚扰顾客而尤其著名。

## 流行文化
紐頓熟食中心是2018年電影《瘋狂亞洲富豪》的其中一個場景。

## 外部連結
- . The Economist.   [2006-09-19]. （原始内容存档于2008-02-05）.
- . National Environment Agency. 2005-09-21  [2006-09-19]. （原始内容存档于2006-10-06）.
- . Uniquely Singapore.   [2007-09-14]. （原始内容存档于2007-05-19）.
- . Channel News Asia.   [2009-03-23].[永久]

1°18′43″N 103°50′22″E / 1.31194°N 103.83944°E